# Polyporus rufolateritius
Polyporus rufolateritius är en svampart som beskrevs av Kalchbr. 1882. Polyporus rufolateritius ingår i släktet Polyporus och familjen Polyporaceae.   Inga underarter finns listade i Catalogue of Life.